# 独立輜重兵第1連隊
独立輜重兵第一連隊（どくりつしちょうへいだい1れんたい、獨立輜重兵第一聯隊）は、山西省太原で編成された大日本帝国陸軍の連隊のひとつ。
日中戦争では独立輜重兵連隊が4個連隊編成された。うち2個連隊は南方に転出した。輜重兵連隊が師団所属であったが独立輜重兵連隊は兵站部隊として運用された。

## 沿革
昭和15年2月15日動員下令
昭和15年3月24日編成を完結し第1軍司令官の隷下に入る。
連隊本部：山西省太原
第1中隊：忻県
第2中隊：汾陽
第3中隊：陽泉
第4中隊：代県
在北支第1・2・3・4兵站輜重兵中隊を基幹として編成された。
編成完結後は、駐屯地付近の警備及び輸送業務に従事する。
主な戦歴
昭和16年5月7日～6月15日中原会戦
昭和16年7月3日～7日孟県滹沱河南側地区掃滅戦
昭和16年8月3日～10月15日晋察冀辺区西辺粛清作戦
昭和16年9月20日～10月20日沁河作戦
昭和17年浙贛作戦
昭和19年4月京漢作戦
昭和20年3月23日～6月末日老河口作戦

### 人員について
昭和15年2月
将官0人
佐官4人
尉官23人
准士官8人
下士官62人
兵1592人
その他（衛生部等）56人
合計1745人が在籍した。
馬1321頭
昭和20年9月10日
2071人
馬1070頭

### 復員について
昭和21年5月12日399人博多へ復員
昭和21年5月16日567人佐世保へ復員
昭和21年5月21日572人佐世保へ復員
昭和21年6月5日残務整理完了に伴い復員完結